# قرار مجلس الأمن التابع للأمم المتحدة رقم 939
قرار مجلس الأمن التابع للأمم المتحدة رقم 939، المتخذ في 29 تموز / يوليو 1994، بعد التذكير بجميع القرارات ذات الصلة بشأن قبرص، ناقش المجلس تنفيذ تدابير بناء الثقة كجزء من عملية أوسع لتسوية النزاع القبرصي.
وأكد المجلس مجددًا أن الوضع الراهن غير مقبول،  مشيرًا إلى موقف الأمم المتحدة بأنه ينبغي أن تكون هناك قبرص واحدة تتكون من مجتمعين متساويين سياسيًا في اتحاد ثنائي الطائفة وثنائي المناطق، مانعاً الاتحاد مع دولة أخرى أو الانفصال.
وطُلب من الأمين العام بطرس بطرس غالي أن يبدأ مشاورات مع أعضاء مجلس الأمن والدول الضامنة وزعماء جمهورية قبرص وشمال قبرص بشأن سبل معالجة مشكلة قبرص بطريقة تؤدي إلى نتائج. وفي هذا السياق، تم حث جميع الأطراف على التعاون مع الأمين العام. وطُلب تقرير بحلول نهاية تشرين الأول / أكتوبر 1994 يتعلق ببرنامج لتحقيق حل شامل للنزاع وتنفيذ تدابير بناء الثقة.
واتخذ القرار بأغلبية 14 صوتاً، فيما تغيبت رواندا عن الاجتماع.

## روابط خارجية
- نص القرار في undocs.org